# Хыркасы (Вурман-Сюктерское сельское поселение)
Хыркасы́ (чув. Хыркасси) — село в Чебоксарском районе Республики Чувашии России, административный центр Вурман-Сюктерского сельского поселения.

## Топонимика
Название Хыркасы (от чув. хыр «сосна») носит несколько населённых пунктов Чувашии.

Краевед И. С. Дубанов отмечает: 

Село Хыркасы (Сосновый околоток) возникло в дремучем сосновом бору в середине 18 в. По легенде, первым поселенцем был беглый бурлак с Волги, построивший полуземлянку рядом с родником. Около села сохранились названия лесных участков: Арçури лап, Юнхупах, Пигилдишь, Чалăш вар, Тарăн вар, Çĕктер вăрманĕ, Шашкар çăлкуçĕ, Холпăр çырма, Коптар çырми.— Географические названия Чувашской Республики

### Исторические и прежние названия
Выселок села Покровское, Первое Пихтулино тож, Харыкасы, Хыр-Касы, Шешкар Сундырь, Копта́рка (1917).

## География
Село расположено в 20 км от районного центра — посёлка Кугеси, в 18 км — от Чебоксар, в 18 км — от железнодорожной станции Чебоксары, у автодороги федерального значения М7 «Волга» (участок Чебоксары — Казань).

### Административно-территориальное деление
В XIX веке — в составе Сюндырской волости Козьмодемьянского уезда, с 1920 по 1927 год — в составе Чебоксарского уезда, с 1927 по 1935 год — в составе Чебоксарского района, с 1935 по 1959 год — в составе Ишлейского района, с 1959 года — в составе Чебоксарского района. Сельские советы: с 1 октября 1927 года — Вурманкас-Сюктерский, с 1 марта 1935 года — Вурман-Сюктерский.
Административно (юридически) к селу относится находящийся в 5 км восточнее закрытый (ограниченный для входа/въезда) элитный коттеджный посёлок «Западный», застроенный в лесном массиве к северу от деревни Чандрово в 300 метрах от Ядринского шоссе города Чебоксары.

## История
В XVIII веке выселок села Покровское, Первое Пихтулино тож (ныне село Ишлеи). Жители до 1866 года — государственные крестьяне; занимались земледелием, животноводством, рыболовством, кулеткачеством, лозоплетением, лесоразработкой. В 1897 году открыто земское училище. В 1930 году образован колхоз «Первое Мая».
В одном из домов коттеджного посёлка «Западный» расположена резиденция Главы Чувашской Республики Олега Николаева.

## Население
Число дворов и жителей: 

в 1795 — 18 дворов;

1858 — 42 мужчины, 45 женщин; 

1897 — 94 мужчины, 92 женщины; 

1926 — 53 двора, 131 мужчина, 146 женщин; 

1939 — 135 мужчин, 177 женщин; 

1979 — 201 мужчина, 252 женщины; 

2002 — 189 дворов, 599 чел.: 277 мужчин, 322 женщины; 

2010 — 182 частных домохозяйства, 635 чел.: 301 мужчина, 334 женщины
| 2010 | 2012 |
| ---- | ---- |
| 635  | ↘609 |

По данным Всероссийской переписи населения 2002 года в селе проживало 599 человек, преобладающая национальность — чуваши (90%).

## Экономика
Функционирует СХПК «Атăл» (2010). 

4 предприятия общественного питания, 4 магазина.

## Инфраструктура

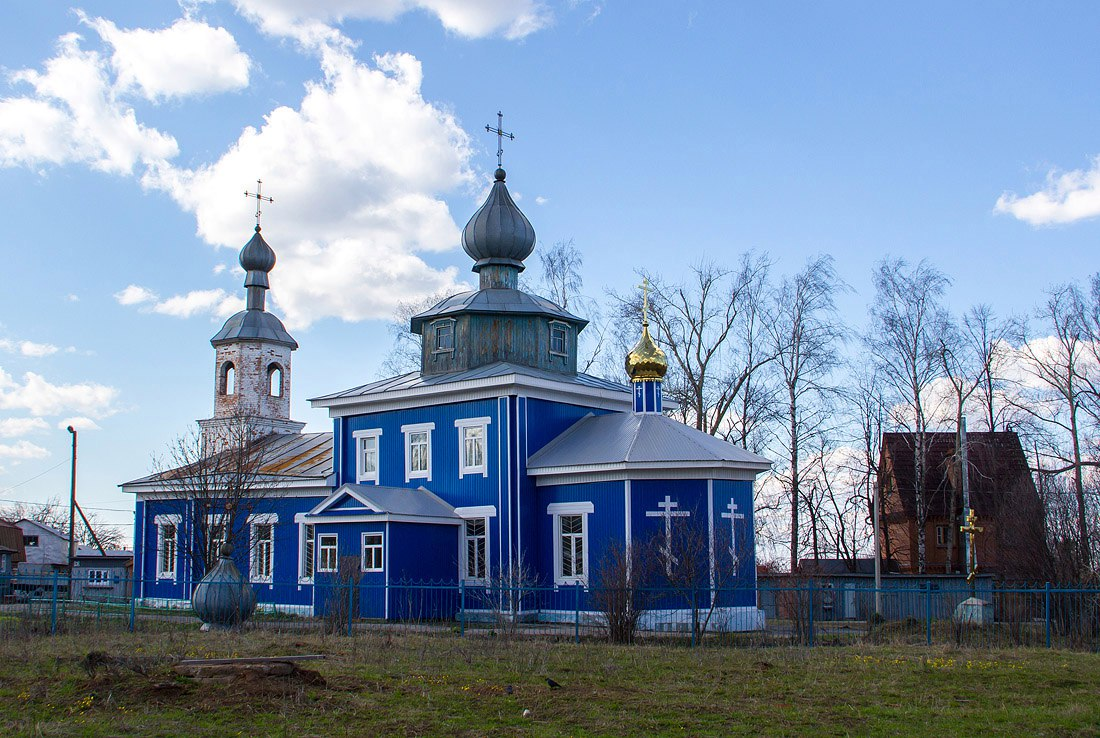
Церковь Рождества Христова

Имеются школа, детская музыкальная школа, детский сад, библиотека, офис врача общей практики, отделения связи и сбербанка, спортплощадка.
Улицы: 75 лет Победы, Весеняя, Волжская, Загородная, Западная, Заповедная, Звёздная, Коптарка, Лесная, Медовая, Новая, Проектная, Пшеничная, Ресторанная, Родниковая, Сад карди, Светлая, Солнечная, Спортивная, Строителей, Туристов, Чандровский кордон, Школьная, Юбилейная. Проезды: Дорожный, Сюктерский.

### Культура и религия
Действующий храм Рождества Христова (1900—1931, с 1989).

## Памятники и памятные места
- Обелиск «Вечная слава воинам, погибшим в Великой Отечественной войне 1941—1945 гг.» (ул. Ресторанная)[8].